# 河上英里子
河上 英里子（かわかみ えりこ、1998年8月4日 -  ）は、女優 、声優、歌手である。群馬県出身。 スワロウ所属を経てフリーランス。

## 概要
幼少期に「きらりん☆レボリューション」を見たことで憧れを抱き、芸能の道を志す。
2016年「スターダストプロモーション」が開催した所属オーディションで5000名の中からグランプリを受賞し同年4月に所属。
2017年ユニット新メンバー候補生オーディションに合格しA応P「AnotherWorld」、「君氏危うくも近うよれ」等の楽曲に参加。好きなアニメのジャンルは「女児アニメ」、「和風ファンタジーアニメ」で和風ファンタジーアニメは「繰繰れ! コックリさん」、「明治東亰恋伽」、「神様はじめました」、「薄桜鬼」などを作品例としてあげていた。
2017年ユニット活動と並行し、女優としての活動が増えていく。
10月期には映画「恋と嘘」、日本テレビ ドラマ「先に生まれただけの僕」に出演。2018年には「1億人の大質問!?笑ってコラえて!」、「痛快TVスカッとジャパン」等、バラエティー番組にも多数出演した。
2018年タイトー『グルーヴコースター4 スターライトロード』3代目メインナビゲーター・セイネ役の声優に抜擢される。
2019年4月キャストコーポレーションへ移籍。
2.5次元舞台に出演する役者が数多く所属する同事務所で、舞台「けものフレンズ」、「IdentityVSTAGE」等、2.5次元舞台の出演を連続して射止める。
2023年9月1日、スワロウへの移籍を自身のSNSで発表。TVアニメやナレーション等、活躍の場を広げている。
2025年7月31日、所属事務所スワロウとの契約を満了し、フリーランスになったことを報告。

## 人物
特技はヘアアレンジ・料理・みかんの詰め放題・動物と仲良くなること。
ビジュアルと声が高く評価され、舞台「けものフレンズ」や舞台「IdentityVSTAGE」等、2.5次元舞台でも活躍している。

## 出演

### テレビ
- SPORTS X「ガンバレ 部活アスリート！スポーツクロス」レギュラー MC：古田敦也（2017年4月7日 - BS朝日）
- 「A応Pのあにむす！」レギュラー テレビ東京
- TheオーディションLive (MC)（2017年7月 - 9月、千葉テレビ放送）
- Theオーディション DE Show (MC)（2017年10月 - 12月、千葉テレビ放送）
- 1億人の大質問!?笑ってコラえて!（2018年1月24日、日本テレビ）
- 痛快TVスカッとジャパン2時間SP#122『ショートショートスカッと』 - 主演・アカネ 役（2018年3月26日、フジテレビ）
- ジョブレボ！【ギョーカイの仕事知りたいSP】MC：友近（2018年6月17日・24日、BSジャパン）
- 痛快TVスカッとジャパン『ハラスメントスカッと』 - 主演・坂上萌 役（2018年6月18日、フジテレビ）
- 「プロステTV」（2022年1月5日、2月23日、3月2日 BS日テレ）

### テレビドラマ
- 先に生まれただけの僕 日本テレビ - 有田 陽子 役（2017年）
- RoOT/ルート フジテレビ （2024年）

### 映画
- 恋と嘘（2017年10月14日公開）
- 馬の骨（2018年6月2日公開）- 森脇 ミサキ 役
- 俺は前世に恋をする（2019年3月23日公開）- ヒロイン・枝野 凛香 役

### テレビアニメ
- 無責任ギャラクシー☆タイラー （2017年-ティス）
- こめかみっ！ガールズ（2024年-越野さなえ）

### ゲーム
- タイトー『グルーヴコースター4 スターライトロード』 - 3代目メインナビゲーター （2018年-セイネ）
- 神之塔：NEW WORLD（2024年-ビビ）

### ボイスドラマ
- 戦国繚乱美少女伝（2025年、真田信綱、武田侍女A、明智兵B、織田信孝、豊臣兵B、幕府兵B）

### ナレーション
- 石原夏織5th Anniversary Live -bouquet- （2023年）
- 内田真礼 Live Tour 2023 Happy Research! -HIKARI-（2023年）
- 福島県防災VR「地震・津波編」「水害・土砂災害編」（2024年）
- ここなつワンマンツアー2024「Re:ミライコウシン」★〜ホシメグルウタ〜★（2024年）

### 舞台
- 舞台「けものフレンズ「JAPARI STAGE!」〜おおきなみみとちいさなきせき〜」（2019年9月27日 - 10月6日、品川プリンスホテル クラブeX）- ハシビロコウ 役
- 舞台「IdentityVSTAGE Episode1 『What to draw』」（2019年11月29日～12月8日、サンシャイン劇場）- 心眼/ヘレナ・アダムス 役
- 舞台「まわれ！無敵のマーダーケース」（2019年12月20日〜12月25日、恵比寿・エコー劇場）- さとみ 役

- 舞台「IdentityVSTAGE Episode3 『Cry for the moon』」（2020年9月10日～9月18日、TACHIKAWA STAGE GARDEN）- 心眼/ヘレナ・アダムス 役

- 舞台「IdentityVSTAGE Episode2 『Double Down』」（2021年3月24日～4月1日、TACHIKAWA STAGE GARDEN）- 心眼/ヘレナ・アダムス 役
- 『LUNATIC LIVE 2021』（2021年9月4日～9月5日、東京ガーデンシアター）- 桃崎ひな 役

- 2.5次元ダンスライブ「ツキウタ。」ステージ Girl’s Side MEGASTA. Episode2「Goodbye my dear Frenemy.」- （2022年12月17日～12月25日、TACHIKAWA STAGE GARDEN）- 桃崎ひな 役

- 第五人格6周年『謎めいた図書館の狂詩曲』（2024年7月20日～7月21日、幕張メッセ）- 心眼/ヘレナ・アダムス 役

### ラジオ
- HITS! THE TOWN（2018年1月6日、NACK5）

### 雑誌
- アップトゥボーイ（2017年8月号）
- Top Yell（2017年9月号）
- 声優グランプリ（2018年3月号）

### イベント
- 「A応Pの聖地巡礼！〜三大聖地を制覇せよ〜」 @SHIBUYA WWW X（2017年5月28日）
- 「東京おもちゃショー2017」@東京ビッグサイト（2017年6月3日、4日）
- 「A応P://WWW.LIVE 3rd」@SHIBUYA WWW（2017年7月16日）
- 「A応P://WWW.LIVE 4th」@SHIBUYA WWW（2017年9月17日）
- 4th Anniversary「グルコス」トーク&DJパーティー in MEGARAGE（2017年11月4日）[8]
- 西入間警察署一日署長イベント（2018年1月9日）
- JAEPO2018 グルコスブースイベント（2018年2月10日・11日）
- 埼玉県一日警察署長「春の全国交通安全運動出発式」（2018年4月8日）
- 埼玉県一日警察署長「万引き防止キャンペーン」（2018年7月7日）
- 埼玉県一日警察署長「交通事故防止運動出発式」（2018年7月13日）
- 「AMUSEMENT MUSIC FES 2024」@東京ビッグサイト（2024年11月16日）

### CD
- 「Another World」テレビアニメ『異世界はスマートフォンとともに。』OP主題歌
- 「君氏危うくも近うよれ」テレビアニメ『おそ松さん』OP主題歌
- 「まぼろしウインク」テレビアニメ『おそ松さん』第2期OP主題歌
- 「君のStarlight Road」セイネ（CV.河上英里子） Amazonデジタルミュージックランキング1位を獲得。